# Sony Corporation of America
Sony Corporation of America (SCA) — дочерняя компания транснациональной корпорации Sony Group Corporation, служащая штаб-квартирой компании и управляющая сегментами компании в США.
В декабре 2016 года многочисленные новостные агентства сообщили, что компания Sony рассматривает возможность реструктуризации своей деятельности в США путём слияния телевизионного и кинематографического бизнеса Sony Pictures Entertainment с игровым бизнесом Sony Interactive Entertainment. Согласно сообщениям, в результате такой реструктуризации Sony Pictures перешла бы к занимавшему на тот момент пост генерального директора Sony Interactive Эндрю Хаусу. Согласно одному из сообщений, компания Sony должна была принять окончательное решение о возможности слияния телевизионного, кинематографического и игорного бизнеса к концу финансового года. По состоянию на январь 2020 года ничего не было реализовано.

## Дочерние компании
- Sony Corporation
- Sony Entertainment
  - Sony Pictures Entertainment
    - Sony Pictures Entertainment Motion Picture Group
    - Sony Pictures Television
    - Sony Pictures Entertainment Japan (62.1%)

  - Sony Music Entertainment

- Sony Interactive Entertainment
  - PlayStation Studios
  - PlayStation Productions
- Sony Digital Audio Disc Corporation
- Sony Immersive Music Entertainment[7]

### Другие
- Sony Plaza Public Arcade (New York City, New York)
- Sony Optical Archive (бывшая Optical Archive)[8]
- Sony Biotechnology (бывшая iCyt Mission Technology)[9]
- Micronics, Inc.[10]